# Mario Mangini
Mario Mangini, noto anche con lo pseudonimo di Kokasse (Napoli, 28 maggio 1899 – Napoli, 28 febbraio 1971), è stato un commediografo, sceneggiatore e regista teatrale italiano.

## Biografia
Negli anni trenta, quaranta e cinquanta, spesso in coppia con Francesco Cipriani Marinelli (si firmavano come Nelli & Mangini), fu tra i più fecondi e famosi autori di riviste teatrali italiani. Tra gli artisti più famosi per cui scrisse ci furono Totò, Nino Taranto, Mario Riva. Collaborò a diversi copioni di questo genere anche con Eduardo De Filippo (che utilizzava lo pseudonimo di Tricot) e con Totò.
Sempre in coppia con Nelli, e insieme a Pietro Garinei e Sandro Giovannini, fece parte della Bottega della rivista, una cooperativa di autori che, con lo pseudonimo "Geri e Sampietro", produsse negli anni '40 diversi copioni teatrali di successo. Negli anni '50 e sessanta fu infine anche sceneggiatore di diversi film, sempre di Totò.
La coppia Nelli & Mangini ottenne nel 1946 il premio Maschera d'argento, insieme ad Anna Magnani, Nino Taranto, Lucy D'Albert e Enrico Viarisio.
Sposò Maria Scarpetta, figlia di Eduardo Scarpetta, lei stessa autrice di commedie, oltre che attrice, con lo pseudonimo di Mascaria, ed ebbero una figlia, Giulia (1923-1994); tutti riposano nella cappella Scarpetta al cimitero del Pianto a Napoli.

## Opere

### Riviste e copioni teatrali

#### DagliArchivi di Teatro Napoli
- Cinque minuti dopo!... (con Tricot, pseudonimo di E. De Filippo)
- Noi siam navigatori (con Tricot)
- Tombola, Natale insieme al "Gallo d'Oro" (con Eduardo De Filippo)
- Noi siam navigatori (con Tricot, pseudonimo di E. De Filippo)
- Sciosciammocca show (con Eduardo De Filippo)
- La bella trovata (con Tricot, pseudonimo di E. De Filippo)
- Il thè delle cinque (Mario Mangini)
- Arte antica e moderna (Kokasse)
- Vezzi e riso (Kokasse, Carlo Mauro, E. De Filippo come Tricot)
- Il dodici per cento... (Kokasse, E. De Filippo come Tricot, Carlo Mauro)
- Una bella trovata (Kokasse)
- È arrivato 'o trentuno (1931) (Kokasse, E. De Filippo come Tricot, Carlo Mauro)

#### Altro (lista non esaustiva)
- Il congresso si diverte, di Geri e Sampietro (Garinei e Giovannini), Nelli e Mangini, con Carlo Campanini e Alda Mangini (1946)

Per la Compagnia Stabile Napoletana Molinari di Enzo Aulicino, con Totò:
- 1929: Messalina (Kokasse e Mascaria)
- 1929: Santarellina (di Henri Meilhac e Ludovic Halévy, riduzione di Mario Mangini)
- 1929: Bacco, Tabacco e Venere (Mario Mangini e Carlo Mauro)
- 1930: I tre moschettieri (Kokasse)

Avanspettacoli per la Compagnia di Riviste e Fantasie Comiche Totò:
- 1934: I tre moschettieri (Mario Mangini e Tramonti, pseudonimo di Paolo Rampezzotti)
- 1936: Una terribile notte (Mario Mangini)

Per Nino Taranto:
- 1939: Finalmente un imbecille (Nelli & Mangini)
- 1940: Sempre più difficile (Nelli & Mangini)
- 1945: Venticello del Sud (Nelli & Mangini)
- 1947: Non mi raccapezzo (Nelli & Mangini)
- 1947: Ora viene il '48 (Nelli & Mangini)
- 1948: Questo è un altro '48 (Nelli & Mangini)
- 1948: Nuvole (Nelli & Mangini)
- 1949: Appuntamento in palcoscenico (Nelli & Mangini)
- 1950: Taranteide (Nelli & Mangini)
- 1951: Cavalcata di mezzo secolo (Nelli & Mangini)
- 1954: Il terrone corre sul filo (Nelli & Mangini con Dino Verde)
- 1954: La Ninotarantella (Nelli & Mangini), varietà radiofonico

Per Mario Riva e Riccardo Billi:
- 1947: Col naso lungo e le gambe corte, scritta da Nelli, Mangini, Garinei & Giovannini

Nel ciclo della "Grande Rivista di Totò":
- 1947: Ma se ci toccano nel nostro debole... di Nelli, Mangini, Garinei & Giovannini e messa in scena dalla Compagnia Totò di Romagnoli
- 1956: A prescindere, scritta da Nelli & Mangini e messa in scena dalla Compagnia Spettacoli Errepi di Remigio Paone che presenta la Compagnia Totò-Yvonne Menard

### Sceneggiature cinematografiche
- Siamo uomini o caporali? (1955)

### Riviste radiofoniche EIAR
- Diventar qualcuno, rivista in due tempi di Nelli e Mangini, orchestra Stappini, regia di Tito Angeletti 1941

### Riviste radiofoniche RAI
- Rivista... delle riviste, Album n° 2, di Nelli e Mangini, con Mario Mangini, Clelia Matania, Riccardo Billi, Franco Coop, regia di Nino Meloni, giovedì 22 novembre 1945, secondo programma ore 22.

### Prosa televisiva RAI
- Un figlio a pusticcio di Eduardo Scarpetta, regia di Mario Mangini e di Pietro Turchetti, trasmessa il 7 luglio 1959 sul Programma Nazionale
- O scarfalietto di Eduardo Scarpetta, regia di Mario Mangini e di Pietro Turchetti, trasmessa il 28 luglio 1959 sul Programma Nazionale.

### Scritti
- Piccola storia della rivista (a puntate), "Il Tempo", 6-9 luglio 1958.
- Eduardo Scarpetta e il suo tempo (con prefazione di Eduardo de Filippo), 1962.